# TC Pista Mouras
A TC Pista Mouras (TCPM) é uma categoria de stock car disputada na Argentina e chancelada pela Associação de Pilotos da Turismo Carretera (ACTC). Essa categoria foi criada em 2008 como uma divisão da TC Mouras. O objetivo da categoria é a formação de novos pilotos provindos do kartismo, categorias menores de fórmula e de categorias regionais de turismo, além da participação aberta de pilotos mais experientes a nível regional e nacional. A categoria utiliza os mesmos carros da Turismo Carretera, porém, com motores de menor potência (similares aos da TC Pista e TC Mouras).

## História
O primeiro campeão da categoria foi o piloto Matías Devoto (Chevrolet Chevy), durante o Torneio de Apresentação da categoria, em 2008, sendo disputado nas cinco últimas etapas da temporada 2008 da TC Mouras. A primeira temporada completa da categoria seria disputada em 2009, tendo título vencido por Agustín Herrera (Ford Falcon).
A Dodge levou o título pela primeira vez em 2011, com Nicolás Pezzuchi  e a Torino levou o título em 2013, com Gabriel Novillo (sendo o primeiro título da marca em 19 anos, desde Luíz Ruben Di Palma na Supercart).

## Marcas
- Ford - Ford Falcon
- Chevrolet - Chevrolet Chevy
- Dodge - Dodge Cherokee
- Torino - IKA Torino Cherokee

### Títulos por marca
| Marcas  |   |   |   |   |
| Títulos | 4 | 4 | 6 | 1 |

## Campeões
| Ano  | Piloto                | Automóvel       |
| ---- | --------------------- | --------------- |
| 2008 | Matías Devoto         | Chevrolet Chevy |
| 2009 | Agustín Herrera       | Ford Falcon     |
| 2010 | Martín Laborda        | Ford Falcon     |
| 2011 | Nicolás Pezzucchi     | Dodge Cherokee  |
| 2012 | Augusto Carinelli     | Chevrolet Chevy |
| 2013 | Gabriel Novillo       | Torino Cherokee |
| 2014 | Claudio Di Noto Rama  | Dodge Cherokee  |
| 2015 | Sebastián Reynoso     | Ford Falcon     |
| 2016 | Agustín De Brabandere | Ford Falcon     |
| 2017 | Lucas Panarotti       | Dodge Cherokee  |
| 2018 | Lucas Granja          | Ford Falcon     |
| 2019 | Matías Frano          | Ford Falcon     |
| 2020 | Tobías Martínez       | Chevrolet Chevy |
| 2021 | Gaspar Chansard       | Dodge Cherokee  |
| 2022 | Ignacio Faín          | Dodge Cherokee  |
| 2023 | Gastón Iansa          | Chevrolet Chevy |

## Ver Também
- Turismo Carretera
- TC Pista
- TC Mouras